# Humides Klima

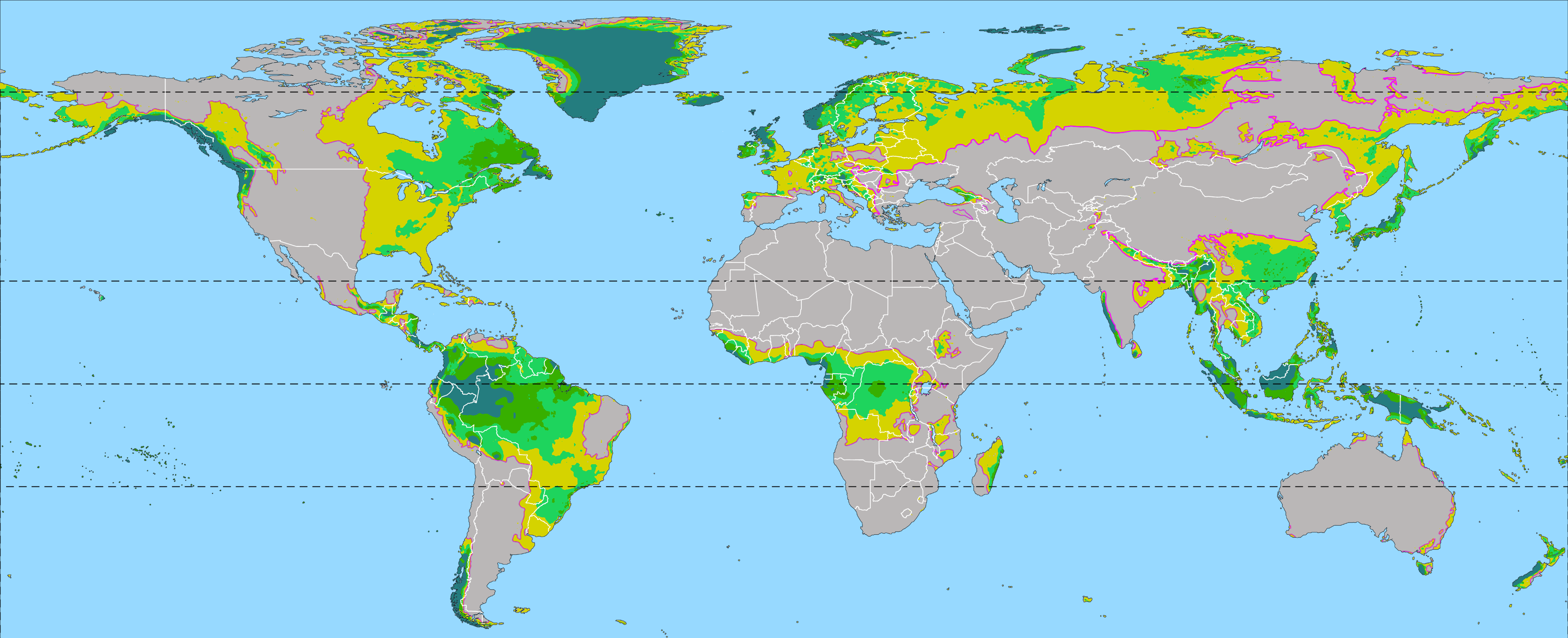
Feuchtklimate der Erde (nach UNEP-Humiditätsindex), Klassifizierung nach Lobo et al. (2022/23):
– Grenze arid / humid

Humides Klima (von französisch humide, in gleicher Bedeutung wie lateinisch umidus: "feucht, nass, wässerig") – bisweilen auch Feuchtklima – bezeichnet feuchte bis nasse Klimate, in denen nach einer häufig verwendeten Definition die Summe der jährlichen Niederschläge im 30-jährigen Mittel größer ist als die gesamte mögliche Verdunstung über unbelebte Flächen und die Pflanzenoberflächen (Evapotranspiration). Dies hat eine Erhöhung der Luft- und Bodenfeuchte zur Folge. Das Gegenteil ist das Aride Klima. Die Einteilung in Humidität und Aridität wird mit einem Ariditätsindex (auch: Trockenheitsindex) ermittelt. Als grobe Faustregel gilt: Ist der Zahlenwert des Monatsniederschlags in Zentimeter mehr als zweimal so groß wie die Monatsmitteltemperatur in ° Celsius, ist der Wasserhaushalt humid.
Grundsätzlich ist das Klima einer feuchten Region vollhumid, wenn die klimatische Trockengrenze (Verdunstungsmenge = Niederschlagsmenge) ganzjährig außerhalb liegt. Humide Klimate, die regelmäßig zeitweise jenseits dieser Grenze liegen (und eine höhere Verdunstungsrate aufweisen), werden semihumides Klima genannt. Konkret gibt es verschiedene Methoden zur Feststellung und Klassifizierung von Feuchtklimaten beziehungsweise der Feuchteverhältnisse einer Region, deren Ergebnisse in den Grenzbereichen voneinander abweichen und damit zu unterschiedlichen Klimaten führen können.
Humide Klimate werden bei Frostklimaten in einen phreatischen Typ mit flüssigem Grundwasser und einen polaren Typ mit Bodengefrornis unterteilt.

## UNEP-Klimaklassifikation
Nach der UNEP (United Nations Environment Programme) wird gegenwärtig die klimatische Feuchte durch einen Humiditätsindex (HI) definiert, der durch die Bildung des Quotienten mit dem Wert des jährlichen Niederschlags zum Wert der jährlichen potenziellen Evapotranspiration erhalten wird. Wesentlich bekannter ist dieser Wert unter der Bezeichnung Ariditätsindex für die Klimaregionen der Trockengebiete. Hier liegt die Grenze bei unter 0,65. Während die Aridität in der Regel gleichartig klassifiziert wird (hyperarid, arid, semiarid und dry subhumid), gibt es für die Humidität sehr unterschiedliche Festlegungen, die je nach Autor vom Untersuchungsgebiet abhängig sind:
| Definition der humiden Klimaregionen | Definition der humiden Klimaregionen | Definition der humiden Klimaregionen | Definition der humiden Klimaregionen | Definition der humiden Klimaregionen |
| HI (UNEP-Humiditätsindex)            | Autoren / Bezeichnungen              | Autoren / Bezeichnungen              | Autoren / Bezeichnungen              | Autoren / Bezeichnungen              |
|                                      | Boschetto et al.                     | Tabari & Talaee                      | Uribe et al.                         | Lobo et al.                          |
| ------------------------------------ | ------------------------------------ | ------------------------------------ | ------------------------------------ | ------------------------------------ |
| 0,65 – 0,75                          | humid                                |                                      |                                      |                                      |
| 0,65 – 1,00                          |                                      | humid sub-humid                      | humid sub-humid                      | humid sub-humid                      |
| > 0,75                               | hyper-humid                          |                                      |                                      |                                      |
| 1,00 – 1,50                          |                                      |                                      |                                      | humid                                |
| 1,00 – 2,00                          |                                      | humid                                | semi-humid                           |                                      |
| 1,50 – 2,00                          |                                      |                                      |                                      | very humid                           |
| > 2,00                               |                                      | hyper-humid                          |                                      | hyper-humid                          |
| 2,00 – 10,00                         |                                      |                                      | humid                                |                                      |
| > 10,00                              |                                      |                                      | hyper-humid                          |                                      |
| Länderbezug                          | Belutschistan (Pakistan)             | Gediz-Becken, Türkei                 | Chile                                | global                               |

## Nach Walter und Lieth

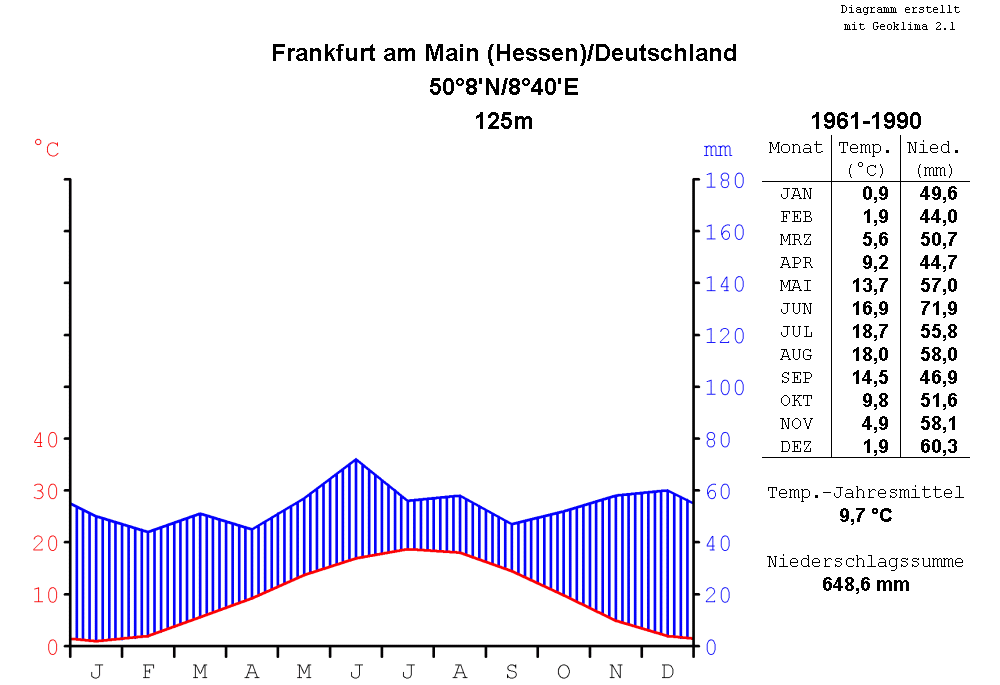
Beispiel: Klimadiagramm eines Ortes mit vollhumidem Klima (Frankfurt a. M.):
Niederschlag > Verdunstung, bzw.
N-Kurve über T-Kurve

Vereinfacht sind humide Monate in einem Klimadiagramm nach Walter und Lieth durch eine Niederschlagskurve, die oberhalb der Temperaturkurve liegt, gekennzeichnet. Es wird außerdem unterschieden zwischen:
- semihumidem Klima: Niederschlag > Verdunstung gilt für 6 bis 9 Monate im Jahr
- vollhumidem (panhumiden) Klima: Niederschlag > Verdunstung gilt für 10 bis 12 Monate im Jahr

Es ist das Gegenteil des ariden Klimas. Der Unterschied zwischen humiden und ariden Klimaregionen kann leicht verdeutlicht werden: Stellt man einen halbvollen Eimer Wasser nach draußen, so wird der Eimer in einem ariden Klima bald leer sein, das Wasser ist verdunstet. Im humiden Klima dagegen wird der Eimer irgendwann überlaufen.
Europa ist bis auf den semiariden bis semihumiden Mittelmeerraum als humid anzusehen.

## Nach Köppen und Geiger (effektive Klimaklassifikation)
In der effektiven Klimaklassifikation nach Köppen/Geiger bildet der vollhumide Klimatyp eine Spezifizierung anderer Grundklimata. Solche „Regenklimate“ werden mit f an zweiter Stelle gekennzeichnet. Hierbei wird nicht zwischen voll- und semiarid, sondern die nicht vollhumiden Typen nach sommertrocken (s) und wintertrocken (w) klassifiziert, sowie die Unterform des tropischen Monsunklimas (m) ausgeschieden.
Im vollhumiden Klimatyp sind alle Monate feucht; der trockenste Monat im A-Klima (tropisches Regenklima) hat mindestens 60 mm Niederschlagsmenge.
Auch nach diesem Schema zählt fast ganz Europa zum vollhumiden Typ (Cfb im Westen, Dfb im Osten, Dfc im Norden, Dfa im äußersten Osten), außer dem Mittelmeerraum, der als sommertrocken (Csa, Csb) eingestuft ist.

## Nach Lauer, Rafiqpoor und Frankenberg (ökophysiologische Klimaklassifikation)
Die ökophysiologische Klimaklassifikation definiert die Humidität bzw. Aridität nach der Dauer der hygrischen Vegetationszeit in Monaten.

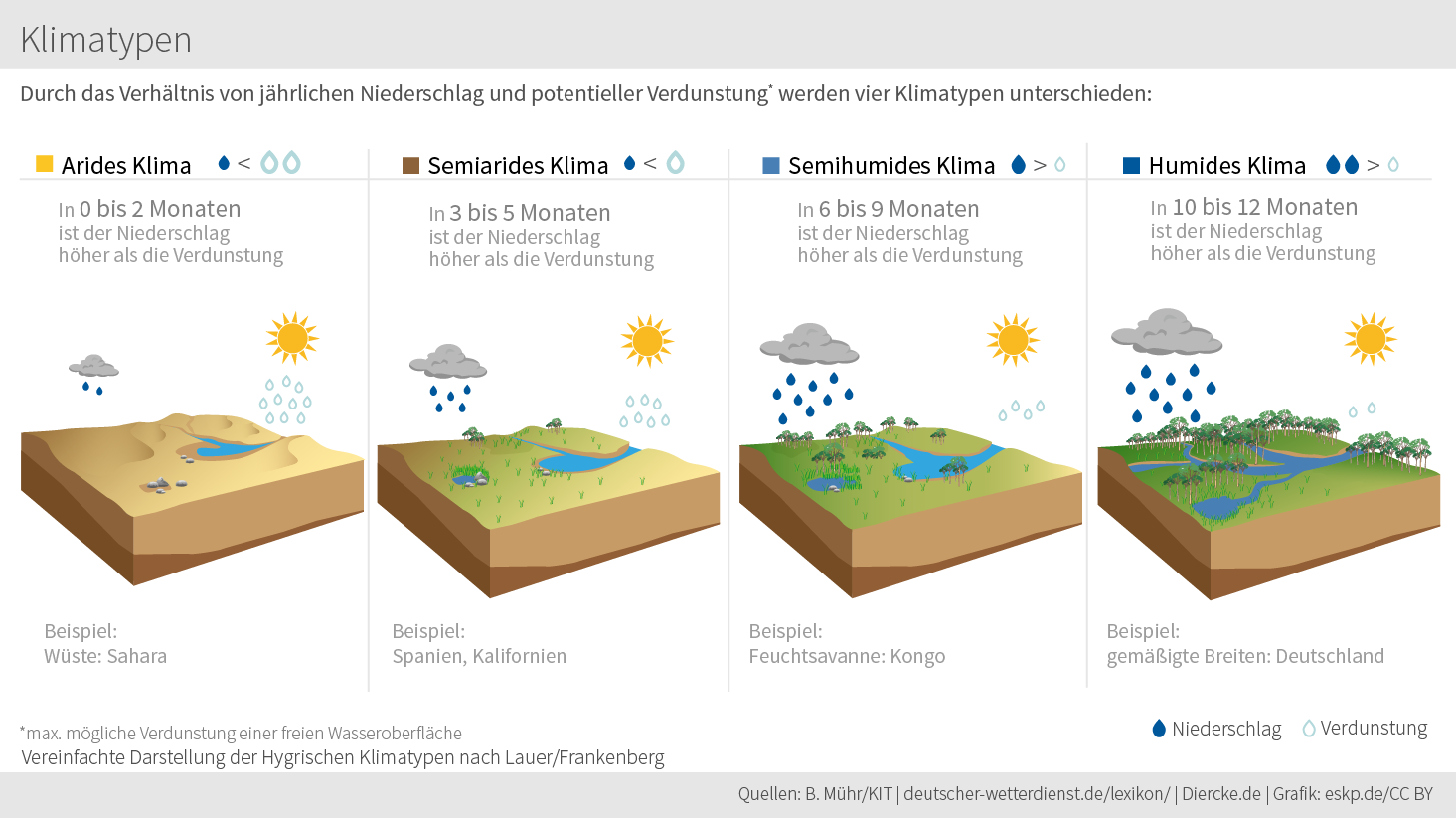
Vereinfachte Darstellung der Klimatypen von arid bis humid. Klimatypen: Verhältnis von Niederschlag und Verdunstung

Lauer und Frankenberg definieren folgende Klassen:
- subhumid: 5 bis 6 humide Monate
- humid: 7 bis 9 humide Monate
- perhumid: 10 bis 12 humide Monate

## Nach Lang
Der Geologe Richard Lang definierte 1915 den Regenfaktor, bei dem er die durchschnittliche jährliche Niederschlagsmenge mit der Durchschnittstemperatur in Beziehung setzte und damit einen Indikator für die Aridität/Humidität einer Region und ihren Effekt auf die Bodenbildung zu haben. Er legte folgende Faktoren fest:
- semihumid: 60 bis 100 (ergibt z. B. bei einer Jahresmitteltemperatur von 15 °C Niederschläge von 900 bis 1500 mm/Jahr)
- humid: 100 bis 160 (ergibt z. B. bei 10 °C Niederschlagsmengen von 1000 bis 1600 mm/Jahr)
- perhumid: über 160 (ergibt z. B. bei 20 °C Jahresniederschläge über 3200 mm)